# Agents of Secret Stuff
 (juillet 2016).
Si vous disposez d'ouvrages ou d'articles de référence ou si vous connaissez des sites web de qualité traitant du thème abordé ici, merci de compléter l'article en donnant les références utiles à sa vérifiabilité et en les liant à la section « Notes et références ».
Pour plus de détails, voir Fiche technique et Distribution.
Agent of Secret Stuff est un moyen métrage américain réalisé par Wesley Chan, Ted Fu et Philip Wang.

## Synopsis
Ce film raconte l'histoire d'un jeune homme faisant partie de l'A.S.S. (Agent of Secret Stuff) qui devra protéger une fille d'un lycée.

## Fiche technique
- Titre : Agents of Secret Stuff
- Réalisation : Wesley Chan, Ted Fu et Philip Wang
- Scénario : Wesley Chan, Ted Fu, Ryan Higa et Philip Wang
- Musique : George Shaw
- Montage : Wesley Chan, Ted Fu et Philip Wang
- Production : Wesley Chan, Ted Fu et Philip Wang
- Société de production : HigaTV, Productions, Wong Fu et Wong Fu Productions
- Pays :  États-Unis
- Format : Couleur - son stéréo - projection numérique (online video)
- Genre : Action, espionnage et comédie
- Durée : 35 minutes
- Dates de sortie : 
  - États-Unis : 23 novembre 2010

## Distribution
- Ryan Higa : Aden
- Arden Cho : Taylor
- Dominic Sandoval : Melvin
- Rawn Erickson : Tracy
- Anthony Padilla : Bryson
- Aki Aleong : l'agent X
- Kassem Gharaibeh : M. Anderson